# Mercado de Villacerrada
El mercado de Villacerrada es un mercado municipal situado en la ciudad española de Albacete.
El mercado tiene dos plantas con una superficie de 2 900 m² cada una de ellas, sótano y terraza. Asimismo dispone de aparcamiento público.
Cuenta con 44 establecimientos de gran variedad: frutos secos, sastrería, panadería, floristería, salazones y caracoles, fruterías, aceitunas y encurtidos, carnicerías, pescaderías, quesos y charcuterías, así como un supermercado. Está situado en el barrio de Villacerrada al que debe su nombre, en pleno centro de la capital albaceteña, en las calles Baños y Albarderos. Fue inaugurado en 1981, y ha sido reformado en varias ocasiones.